# گوستاووس واپرز
گوستاووس واپرز (انگلیسی: Gustaaf Wappers; ۲۳ اوت ۱۸۰۳ – ۱۶ دسامبر ۱۸۷۴) نقاش، و استاد دانشگاه اهل بلژیک بود.او در آکادمی سلطنتی هنرهای زیبا در آنتورپ و درپاریس تحصیل کرد. جنبش رمانتیک با ایده های جدید خود در مورد هنر و سیاست در فرانسه رونق گرفته بود. واپرز اولین هنرمند بلژیکی بود که از این جنبش استفاده کرد.سال انقلاب بلژیک مسیر نقاشان فلاندری را چون او  تغییر داد.او شاهکار خود، "قسمتی از انقلاب ۱۸۳۰ بلژیک " را در سالن آنتورپ در سال ۱۸۳۴ به نمایش گذاشت. او پس از آن به عنوان نقاش لئوپولد، پادشاه بلژیک منصوب شد. پس از مرگ ماتیو-ایگناس ون بری در سال ۱۸۳۹، او به عنوان مدیر آکادمی آنتورپ منصوب شد. او به عنوان معلم در آکادمی آنتورپ تعداد زیادی شاگرد از جمله فورد مادوکس براون، لارنس آلما تادما، ویلیام دافیلد، امیل هونتن، نقاش تاریخ چک، کارل جاوریک، یاروسلاو چرماک، لودویگ فون هاگن، جوزفوس لورنتیوس را تربیت کرد.آثار او متعدد و دارای مضامین گوناگون و از جمله مضامین مذهبی هستند.علاوه بر این هنر او در ارایه مسایل تاریخی با رویکردی رومانتیک بوده است.پس از بازنشستگی از مدیریت آکادمی آنتورپ، در سال ۱۸۵۳ در پاریس اقامت گزید و در سال ۱۸۷۳ در آنجا درگذشت.

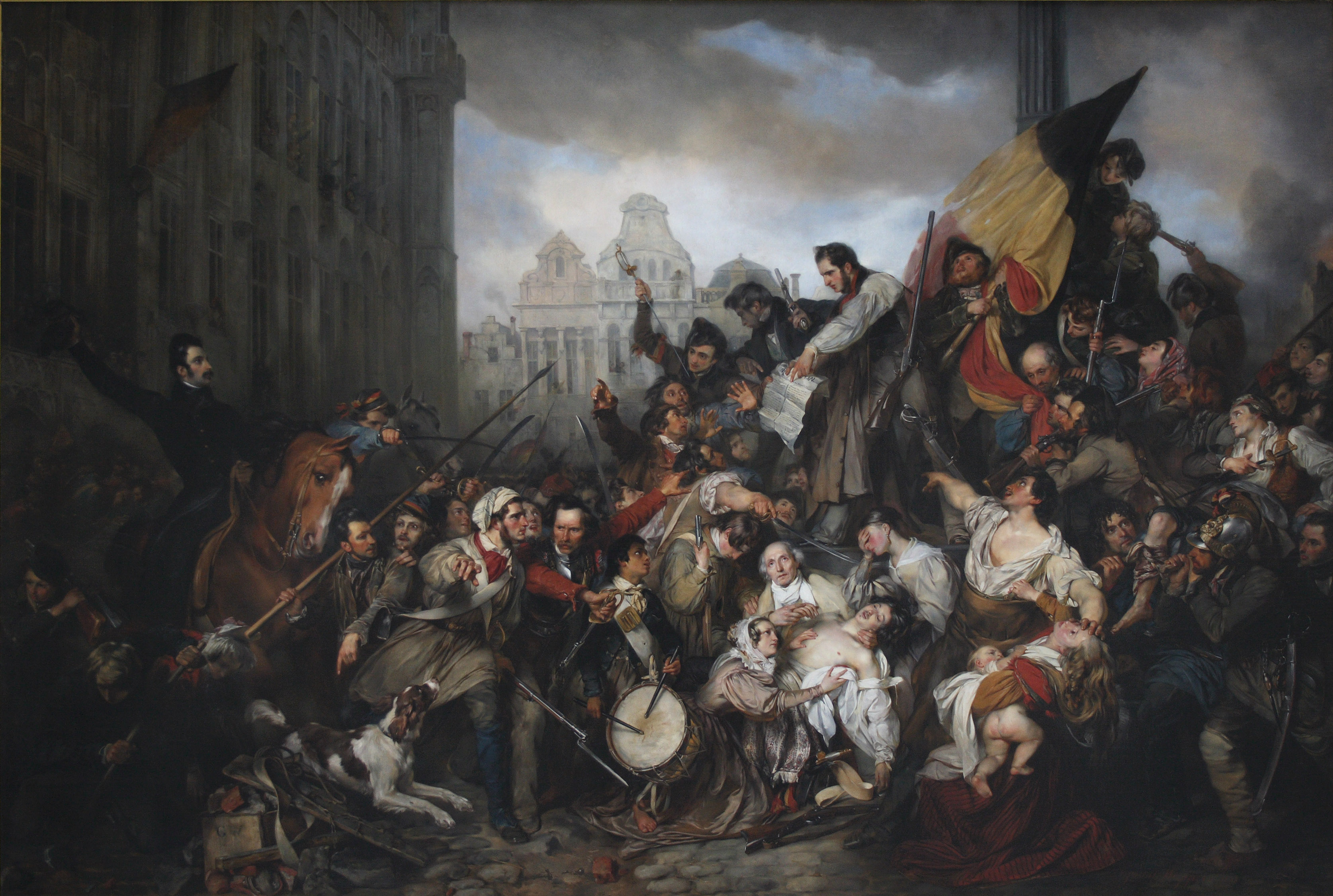

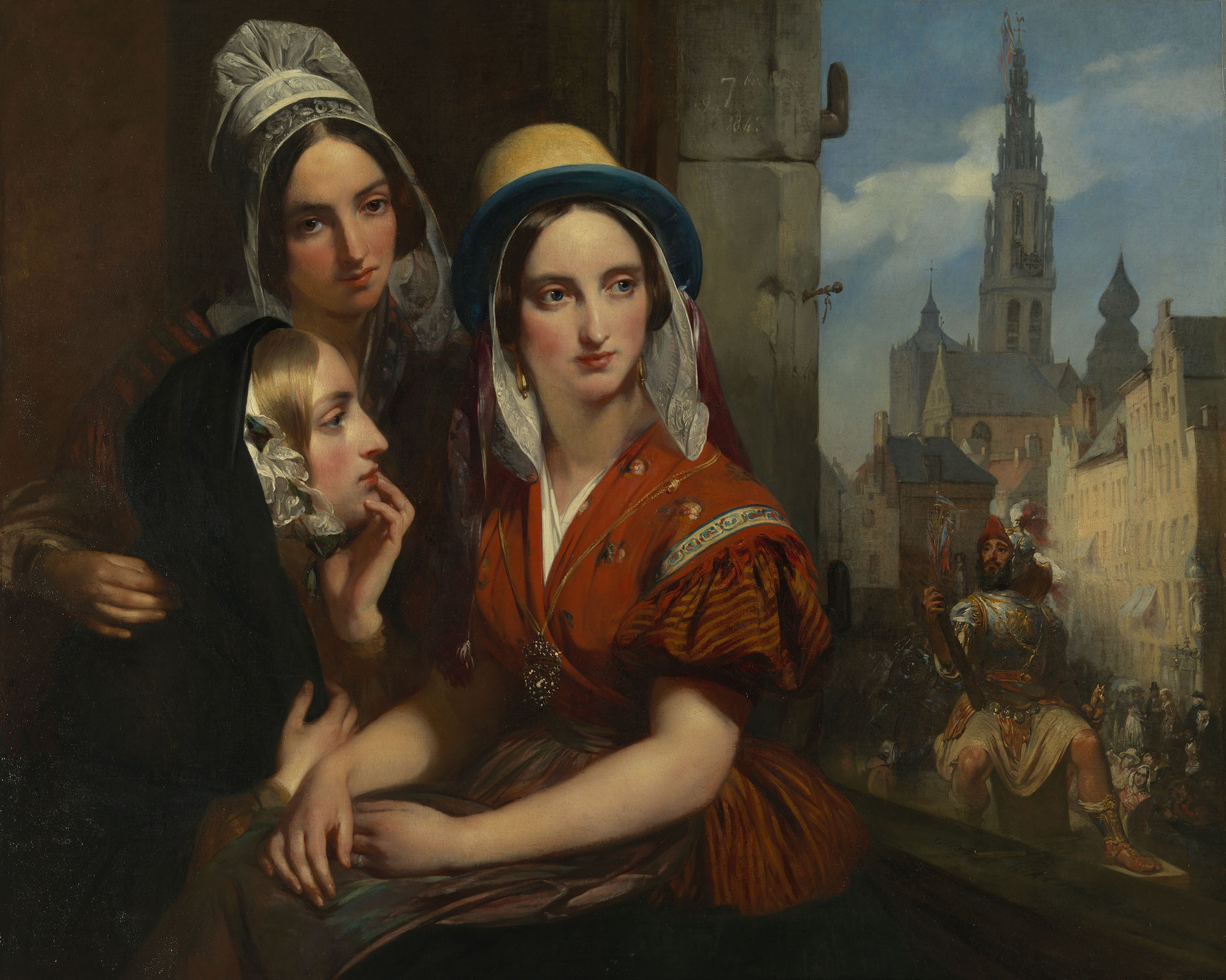
سوغات آنتورپ